# Lysistratos
Lysistratos  war ein griechischer Bildhauer aus Sikyon, Bruder des bekannteren Lysipp. Er war in der zweiten Hälfte des 4. Jahrhunderts v. Chr. tätig, etwa zur Zeit Alexanders des Großen.
Lysistratos war nach einem Bericht des Plinius (naturalis historia 35,153) der erste Bildhauer, der, statt frei zu modellieren, das Gesicht der abzubildenden Personen nach der Natur in Gips abformte und danach das Porträt ausführte.
| Personendaten    | Personendaten                                      |
| ---------------- | -------------------------------------------------- |
| NAME             | Lysistratos                                        |
| KURZBESCHREIBUNG | griechischer Bildhauer                             |
| GEBURTSDATUM     | 5. Jahrhundert v. Chr. oder 4. Jahrhundert v. Chr. |
| GEBURTSORT       | Sikyon                                             |
| STERBEDATUM      | 4. Jahrhundert v. Chr. oder 3. Jahrhundert v. Chr. |